# عنفة فرنسيس

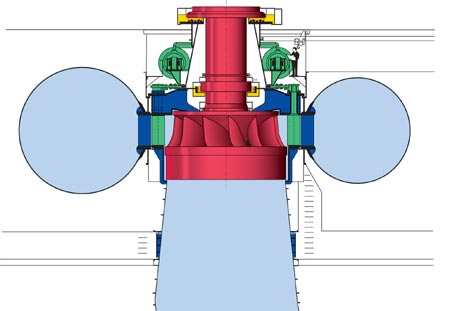
مقطع جانبي في عنفة فرنسيس.

عنفة فرنسيس (بالإنجليزية: Francis turbine)‏ هي نوع من العنفات المائية قام بتطويرها James B. Francis. وهي من نوع عنفات الرد فعل.
عنفة فرنسيس هي من أكثر العنفات استخداما في العصر الحاضر. تعمل العنفة على ارتفاع يمتد من 10 إلى 650 متر وتستخدم بشكل أساسي في إنتاج الطاقة الكهربائية. الطاقة المنتجة تتراوح عادة بين 10 إلى 750 ميجاوات على أنه قد يكون أقل من ذلك في المنشآت المائية الصغيرة. قطر الجزء الدوار يتراوح بين 1 إلى 10 متر. مجال السرعة من 83 إلى 1000 دورة في الدقيقة (rpm).

## التطبيقات
صممت عنفة فرنسيس لمجال واسع في التدفق والارتفاع. هذا ومع ما لها من كفاءة عالية جعلها من أكثر العنفات استخداما حول العالم.
بالإضافة إلى إنتاج الطاقة الكهربائية يمكن أن تستعمل العنفة في ضخ التخزين، حيث يملأ خزان بالماء عن طريق العنفة ( يعمل كمضخة ) في أوقات انخفاض الطلب للطاقة، ثم تعكس العملية ويتم توليد الطاقة في أوقات الذروة.

## معرض صور

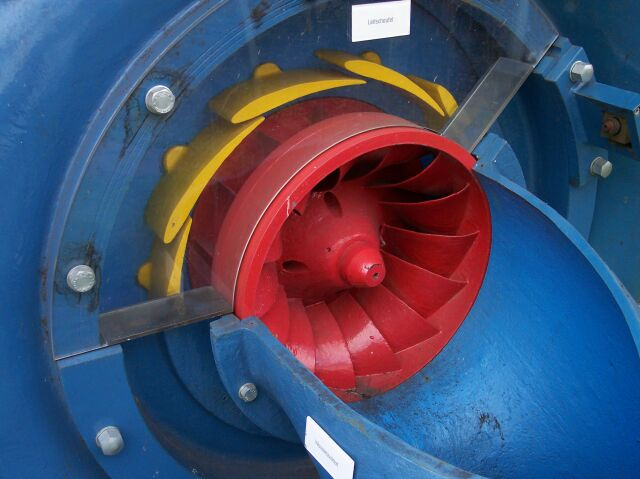
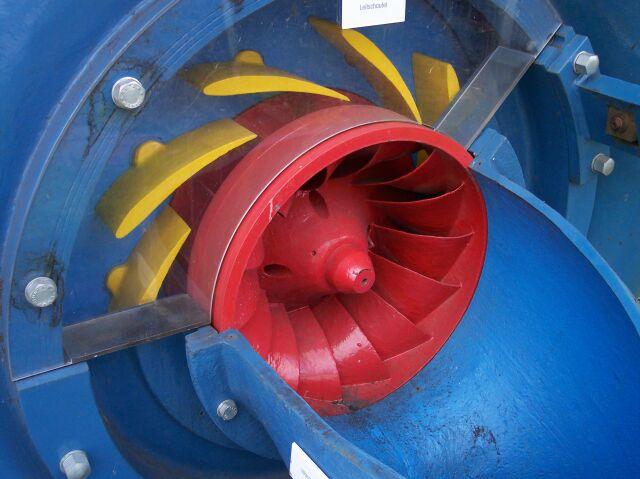
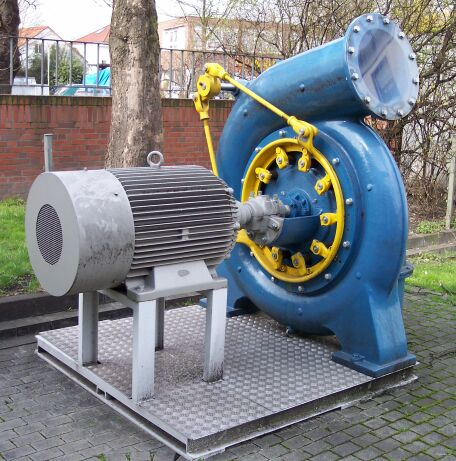

## اقرأ أيضا
- عنفة.
- طاقة مائية.
- عنفة كابلان.
- عنفة بلتون.